# کرناس
کرناس، همچنین نام روستایی از توابع بخش الوار گرمسیری شهرستان اندیمشک در استان خوزستان ایران است.

## جمعیت
این روستا در دهستان مازو قرار دارد و براساس سرشماری مرکز آمار ایران، جمعیت آن ۵۵ نفر (۱۷ خانوار) بوده‌است.درزمان قدیم طایفه کرناسی(نجارزاده) پاپی  دراین منطقه سکونت داشتندولی درحال حاضرطوایف پاپی و ایل میوند چهارلنگ بختیاری سکونت دارند.